# License (上戸彩のアルバム)
『License』（ライセンス）は、2006年3月8日にリリースされた上戸彩の4枚目のアルバム。

## 解説
- オリジナルアルバムとしては前作の『Re.』より、1年3か月ぶりとなる。
- 帯コピー「自分らしく、生きられること。それが私の誇り（License）。」
- 「License」というタイトルは、20歳になった上戸が、いろいろなことをする資格ができたという意味を込め付けられた。[1]
- 本作は、ケツメイシのRYOJI、高見沢俊彦、島袋優（BEGIN）、古内東子などのアーティストが楽曲提供。
- 初回限定盤は、「笑顔のままで」のMV、メイキング映像、インタビューを収録したDVD付属。5万枚完全限定生産。

## 収録曲
1. 笑顔のままで
作詞：RYOJI　作曲：RYOJI・NAOKI-T　編曲：NAOKI-T
  - 13thシングル。
  - NTV系「くりぃむしちゅーのたりらリラ〜ン」2月度エンディングテーマ
  - NTV系「音楽戦士 MUSIC FIGHTER」POWER PLAY
2. 1 million thanks
作詞：古内東子　作曲：野井洋児　編曲：平田祥一郎
3. 風をうけて
作詞：RYOJI　作曲：RYOJI・NAOKI-T　編曲：NAOKI-T
  - 12thシングル。
  - 東映配給アニメ映画「金色のガッシュベル!! メカバルカンの来襲」主題歌
4. ぬくもり
作詞・作曲：島袋優　編曲：松浦晃久
5. 約束の場所
作詞：RYOJI　作曲：RYOJI・NAOKI-T　編曲：NAOKI-T
  - 12thシングルのカップリング。
6. もしも願いが叶うなら feat. KOHEI JAPAN
作詞・作曲：Gajin・Kohei Sakama　編曲：Sin
7. Look into the future
作詞：吉川慶・Shoko　作曲・編曲：吉川慶
8. 星空ハイウエイ
作詞：Shoko　作曲：渡辺未来　編曲：Sin
9. 限りある時の中で
作詞・作曲：T2ya　編曲：小高光太郎
10. 夢のチカラ
作詞・作曲・編曲：高見沢俊彦
  - 11thシングル。

テレビ朝日系ドラマ「アタックNo.1」エンディング・テーマ
11. 白い雪が降る夜に
作詞・作曲：高見沢俊彦　編曲：岡田光司、長田直也
12. この世界に生まれて
作詞：中島有紀　作曲・編曲：Sin
13. （fermata）
作詞：上戸誠　作曲・編曲：Sin
  - この曲は、上戸の実兄による作詞。

## 参加ミュージシャン
| 笑顔のままで - Keyboard & Programming：NAOKI-T - Guitar：田中義人 - Strings：弦一徹ストリングス - Wind Chimes：宮崎浩平 - Chorus：RYOJI・Tiara 1 million thanks - Keyboard & Programming：平田祥一郎 - Electric Guitar：後藤郁夫 - Chorus：MIKIKO - Strings：弦一徹ストリングス 風をうけて - Guitar,Keyboard & Programming：NAOKI-T - Bass：山田裕之 - Drums：村石雅行 - Sax：竹上良成 - Trombone：中川英二郎 - Trumpet：小林太 - Chorus：RYOJI ぬくもり - Keyboard & Programming：松浦晃久・佐々木聡作 - Acoustic Guitar：嘉多山信 約束の場所 - Keyboard & Programming：NAOKI-T - Guitar：秋山浩徳 - Percussion：丹菊正和 - Chorus：龍 もしも願いが叶うなら feat. KOHEI JAPAN - Keyboard & Programming：Sin - Guitar：松尾和博 Look into the future - Keyboard & Programming：吉川慶 - Electric Guitar：武藤良明 - Bass：種子田健 - Organ：城間一郎 - Piano：永田一郎 - Chorus：上戸彩・ハルナ・Ayuko Tanaka・川村ゆみ・高橋哲也 - Strings：弦一徹ストリングス | 星空ハイウエイ - Keyboard & Programming：Sin - Acoustic Guitar：増崎孝司 - Percussion：三沢泉 - Chorus：尾崎久美子 限りある時の中で - Keyboard & Programming：小高光太郎 - Guitar：増崎孝司 - Chorus：川村ゆみ 夢のチカラ - Electric Guitar：高見沢俊彦,宮永治郎 - Bass：中川量 - Drums：そうる透 - Keyboards：山石敬之 - Chorus：久保田薫,高見沢俊彦 白い雪が降る夜に - Keyboard & Programming：岡田光司・長田直也 - Guitar：小倉博和 - Bass：菅谷聡 - Drums：大久保敦夫 - Accordion：佐藤芳明 - Chorus：川村ゆみ この世界に生まれて - Keyboard & Programming：Sin - Acoustic Guitar：増崎孝司 - Bass：下野人司 - Percussion：三沢泉 - Chorus：尾崎久美子 - Violin：弦一徹ストリングス （fermata） - Keyboard & Programming：Sin - Guitar：増崎孝司 - Chorus：上戸彩・川村ゆみ |